# 扎博洛特涅
50°0′26″N 24°42′32″E / 50.00722°N 24.70889°E
扎博洛特涅（烏克蘭語：Заболотне），是烏克蘭西部的村莊，隸屬利維夫州的佐洛奇夫區。該村面積1.426平方公里，海拔高度227米，2001年人口156，人口密度每平方公里109.4人。